# HDC랩스
에이치디씨랩스주식회사는 친환경빌딩솔루션(IBS, Intelligent Building System), 홈 네트워크, 방범 및 방재 시스템 등을 공급하는 HDC그룹 계열사로, 대표이사 사장은 김성은이다.

## 개요
HDC아이콘트롤스는 지능형 빌딩 자동제어 시스템과 홈 네트워크 시스템, 기계 및 전기설비, 방범방재 시스템, 빌딩 에너지관리 시스템, 지능형 교통시스템, 항만 및 철도자동화 시스템 등을 개발, 공급하고 있다. 정보통신기술을 활용한 다양한 솔루션을 시장에 제공하며 지능형 빌딩 자동제어 시스템(Intelligent Building System)을 주력 사업으로 삼고 있는 아이콘트롤스는 COEX, 트레이드타워 및 전시장, 경방타임스퀘어, 전경련회관, GFC, 부산 BEXCO IㆍII, 워커힐 W호텔, 제주해비치호텔 등의 빌딩 자동제어 시스템을 공급한 바 있으며, 베트남 하노이의 경남 랜드마크 타워, 메리어트호텔하노이, 롯데센터 하노이에도 시스템을 구축한 바있다. 아이콘트롤스는 빌딩제어시스템 이외에 홈 네트워크사업과 SOC사업(도로, 철도, 항만)분야에서도 시공실적을 보유하고 있다.

## 연혁
- 2021년 12월 HDC아이서비스 흡수합병, HDC랩스로 사명 변경
- 2018년 4월 아모레퍼시픽 용산사옥 IBS 공사 수행
- 2018년 3월 홈네트워크시스템, 2018 독일 Red Dot Design Award 선정
- 2018년 2월 인공지능 스마트홈 구축을 위한 MOU 체결(SH공사, LGU+, 아이콘트롤스, 코콤, 코맥스, 이지빌)
- 2018년 1월 파크하얏트 부산 ESS 구축공사 수행
- 2018년 1월 인천공항 제2여객터미널 연결철도 신호 및 통신공사 수행
- 2017년 12월 현대EP 울산공장 에너지효율화(ESCO) 공사수행
- 2017년 12월 i-BEMS Good Software 1등급 인증 획득 (TTA 인증)
- 2017년 11월 iDC702S, iFC735, iVV732 국제 BTL 인증 획득 (B-BC, B-ASC)
- 2017년 11월 홈네트워크시스템, 2017 굿디자인 산업통상자원부 장관상 수상
- 2017년 9월 용산 아이파크몰 신재생에너지(태양광, 연료전지) 공사수행
- 2017년 6월 제1회 대한민국 지능형 건축물 대전 설비시스템 부문 최우수상 수상부문 : FRONNIX, i-BEMS(적용 건물 : 대구은행 제2본점, 보라매병원 등)
- 2017년 6월 경향하우징페어 참가(스마트홈 IoT 및 커넥티드라이팅시스템)
- 2017년 5월 제 11회 대한민국 녹색에너지 우수기업 대상 녹색제품부문 선정(스마트 LED 조명 시스템)
- 2017년 3월 동탄호수공원 IPARK 커넥티드라이팅 시스템 최초 적용
- 2017년 3월 HDC IoT Service 업무협약 체결 현대산업개발 – 아이콘트롤스 – SK텔레콤
- 2016년 10월 에너지클라우드(통합관리센터) 구축 : 빌딩 에너지 분석 및 컨설팅
- 2016년 10월 BEMS 솔루션 개발
- 2016년 6월 두산 퓨얼셀 연료전지 MOU 체결
- 2016년 4월 에너지 절약 전문기업(ESCO) 자격 획득
- 2016년 2월 소방기구 형식 승인(감지기, 유도 등)
- 2015년 12월 홈네트워크 로비폰 산업통상자원부 주관 우수디자인 선정
- 2015년 10월 에너지진단 전문기관 지정(2종)
- 2015년 9월 빌딩자동제어운영 SW iCos 4.0, Good Software 인증 획득 (TTA 인증)
- 2015년 9월 유가증권시장(KOSPI) 상장
- 2015년 2월 코엑스몰 리모델링 BMS 공사수행
- 2015년 1월 LH공사 2014년 6차 홈네트워크 공사 수주
- 2015년 1월 객실관리 시스템 제품군 개발 완료(객실관리 운영S/W, RCU, FIP 외)
- 2014년 11월 ICRD-310 산업통산지원부 출입통제 카드리더 부분 우수디자인 선정
- 2014년 9월 iCos 4.0 국제 BACnet BTL 인증 획득 (B-AWS인증)
- 2014년 2월 상암동 MBC 신사옥 IBS 공사 수행
- 2013년10월 빌딩자동제어 운영소프트웨어 ICOS4 개발
- 2012년 6월 BACnet DDC 개발
- 2011년11월 서울아산병원 제1,2연구동 대수선공사 수행
- 2011년 8월 울산대병원 IBS 공사 수행
- 2011년 7월 대한민국 건설 환경 기술상 수상
- 2011년 6월 코엑스,슈나이더일렉트릭사와 "필드형 스마트그리드" 연구및기술개발을 위한 업무협약(MOU) 체결
- 2011년 1월 창원 부산간 고속도로 ITS공사 수행
- 2010년12월 하노이 메리어트호텔 조명제어,CCTV공사 수행
- 2010년 9월 수원권선 I'PARK CITY H/N,세대환기,소방기계공사 수행
- 2010년 3월 경남 하노이 랜드마크타워 IBS공사 수행
- 2009년12월 베트남 현지법인 설립
- 2009년12월 해운대I'PARK IBS,H/N,세대환기,소방기계공사 수행
- 2009년 1월 부산-김해간 경량전철 통신및기계공사/평택 당진항 내항 동부두 항만운영관리시스템 구축 공사 수행
- 2008년10월 동남권 유통단지 나블럭 IBS공사/부산신항 2-3단계 ISP용역 수행
- 2008년 9월 국제 BACnet BTL 인증 획득
- 2008년 4월 서울-춘천 고속도로 운영설비(ITS),터널 TTMS/TGMS 공사 수행
- 2008년 4월 서울아산병원 신관 IBS 공사 수행
- 2007년11월 경방 K-Project IBS공사 수행
- 2007년 6월 제2정부통합전산센터 IBS공사 수행
- 2007년 3월 고창-담양간 고속도록 장성터널 TTMS공사 수행
- 2006년 2월 대구-부산간 고속도록 ITS 및 터널 TTMS공사 수행
- 2005년 4월 I'PARK Mall IBS공사/Park Hyatt Seoul IHS공사 수행
- 2004년12월 삼성동 I'PARK IBS공사 수행
- 2004년 4월 워커힐 W호텔 IHS공사 수행
- 2004년 2월 국방부 합참본부 ISB공사 수행
- 2003년 5월 목동 하이페리온 IBS공사 수행
- 2003년 5월 교보생명 서초사옥 자동제어 공사 수행
- 2002년 8월 ISO 9001, ISO 14001 인증획득
- 2001년 9월 역삼동 스타타워 IBS공사 수행
- 2000년12월 ASEM UEC 및 전시장(COEX) IBS공사 수행
- 1999년10월 Andover/AAM/TAC Distributor 계약체결 / 기술연구소 설립
- 1999년 9월 (주)아이콘트롤스 창립 /현대정보기술(주) IBS관련 사업 양수

## 본점 및 지점 현황
- 본점: 서울특별시 서초구 효령로 346
- 야탑공장: 경기도 성남시 분당구 판교로 700, E동 6층 609, 609-1호 (야탑동, 분당테크노파크)

## 같이 보기
- 아이파크
- 현대산업개발그룹